# Гудыма, Борис Николаевич
Борис Николаевич Гудыма (укр. Борис Миколайович Гудима; род. 29 декабря 1941, Яковлевский район, Приморский край) — советский и украинский дипломат. Чрезвычайный и Полномочный Посол Украины.

## Биография
Родился 29 декабря 1941 года в селе Сосновка Яковлевского района Приморского края (Россия). Окончил Киевский государственный университет им. Т. Шевченко (1969), факультет романо-германской филологии; Киевский государственный университет им. Т. Шевченко (1982), юридический факультет; Курсы усовершенствования дипломатических представителей при Дипломатической академии МИД СССР (1983). Владеет иностранными языками: английским, русским и французским.
- С 1959 по 1960 год — слесарь-ремонтник Специализированного управления № 12 треста «Строймеханизация». Киева.
- С 1960 по 1963 год — служба в вооружённых силах.
- С 1963 по 1969 год — студент Киевского государственного университета им. Т.Шевченко.
- С 1969 по 1971 год — переводчик английского языка группы советских специалистов в г. Дамаск Сирийской Арабской Республики.
- С 1971 по 1974 год — преподаватель кафедры теории и практики перевода факультета романо-германской филологии Киевского государственного университета им. Т. Шевченко.
- С 1974 года — старший лаборант, референт-переводчик института государства и права АН Украины.
- С 1974 по 1975 год — атташе консульского отдела МИД Украинской ССР.
- С 1975 по 1980 год — сотрудник Международной организационной работы в г. Женева.
- С 1980 по 1982 год — 2-й секретарь Генсекретариата МИД Украинской ССР.
- С 1982 по 1983 год — слушатель курсов усовершенствования руководящих дипломатических работников при Дипломатической академии МИД СССР.
- С 1983 по 1984 год — 2-й секретарь МИД Украинской ССР.
- С 1984 по 1989 год — 2-й, 1-й секретарь Постоянного представительства Украинской ССР при ООН в Нью-Йорке.
- С 1989 по 1993 год — 1-й секретарь, советник отдела международных экономических организаций, советник, начальник отдела международных организаций. Член делегации Украинской ССР на 46-ю сессию Генеральной Ассамблеи ООН[1].
- С декабря 1992 по 1994 год — начальник Управления международных организаций, член коллегии МИД Украины[2].
- С 1994 по 1996 год — заместитель Постоянного представителя Украины при ООН в Нью-Йорке.
- С 29 марта 1996 по 26 января 1998 года — заместитель министра МИД Украины[3][4]. Председатель Межведомственной комиссии по вопросам сотрудничества Украины в рамках Центральноевропейской инициативы[5]. Член Комиссии для подготовки проектов двусторонних соглашений Украины с Болгарией, Чехией и Федеративной Республикой Германии по вопросам Ямбургских соглашений[6]. Член Консультативного совета независимых экспертов по комплексному решению проблем, связанных с Чернобыльской АЭС[7] Член Государственной межведомственной комиссии по делам увековечения памяти жертв войны и политических репрессий[8].
- С апреля 1996 по ноябрь 1997 года — Член Комиссии при Президенте Украины по вопросам гражданства.
- С декабря 1997 по июль 2000 года — член Комиссии по вопросам ядерной политики и экологической безопасности при президента Украины[9].
- С 10 декабря 1997 по 21 марта 2000 года — Представитель Украины при ЕС[10][11].
- С 21 марта 2000 по 19 апреля 2004 года — Чрезвычайный и Полномочный Посол Украины в Италии[12][13]. Подписал от имени Украины Конвенцию о международных правах на мобильное оборудование и Протокол к Конвенции о международных правах на мобильное оборудование по вопросам, касающимся авиационного оборудования, принятых 16 ноября 2001 года в г. Кейптаун[14].
- С 9 ноября 2000 по 19 апреля 2004 года — Чрезвычайный и Полномочный Посол Украины в Республике Мальта по совместительству[13][15]. Подписал Соглашение между Кабинетом Министров Украины и Правительством Республики Мальта о сотрудничестве в борьбе с незаконным оборотом наркотических средств, психотропных веществ и прекурсоров и организованной преступностью[16] .
- С 21 сентября 2000 по 19 апреля 2004 года — Чрезвычайный и Полномочный Посол Украины в Республике Сан-Марино по совместительству[13][17].
- С 19 января по 19 апреля 2004 года — Постоянный представитель Украины при Продовольственной и сельскохозяйственной организации (ФАО) ООН по совместительству[13][18].
- С 25 августа 2004 по 9 июня 2006 года — Чрезвычайный и Полномочный Посол в Королевстве Марокко[19][20].

## Дипломатический ранг
- Чрезвычайный и Полномочный Посол Украины (7 августа 1996)[21]

## Награды и знаки отличия
- Орден «За заслуги» III ст. (12 июля 1999)[22]